# Ptychalaea
Ptychalaea é um género de gastrópode  da família Pupillidae.
Este género contém as seguintes espécies:
- Ptychalaea dedecora